# المرآة (فلم 2018)
المرآة (بالإنجليزية: Looking Glass) فيلم إثارة أمريكي لعام 2018 من إخراج تيم هانتر وبطولة نيكولاس كيج. صدر في الولايات المتحدة 16 فبراير 2018.

## طاقم التمثيل
- نيكولاس كيج: في دور راي
- روبن توني: في دور ماجي
- مارك بلوكاس: في دور هوارد
- إرني ليفلي: في دور تومي
- جاك غراي: في دور جيسيكا (غرفة رقم 6)
- كاسيا كونواي: في دور الفراولة الشقراء
- بيل بولندر: في دور بن
- كيمي جيمينيز: في دور بيكي
- باري جاي مينوف: في دور مالك محطة بنزين
- جايسون ك. ويكسوم: في دور ميكانيكي محطة وقود
- باسكوالينا دنهام: في دور افا
- سيلا أجافال: في دور المخبر
- ريبيكا بيكهام: في دور فتاة تومي رقم 5[2]

## ملخص أحداث الفيلم
راي (نيكولاس كيدج) رجل حزين مضطرب من موت طفله، يحاول أن يجد العزاء بشراء موتيل في وسط الصحراء. برفقة زوجته الحزينة ماجي (روبن توني)، يتداخل راي في المدينة النائمة ويجد عيونًا غير مرحبة بها عند كل منعطف. تسبق وصوله حادثة وفاة غامضة، ويشتبه قائد الشرطة المحلي (مارك بلوكاس) على الفور في أن راي قد يكون له علاقة بها، وفي خضم التعامل مع كل النظرات الصارمة واكتساح خيوط العنكبوت حول مسكنه الجديد، يكتشف راي مرآة ذات اتجاهين تسمح له بالنظر إلى إحدى غرف الموتيل بينما يقوم الضيوف المطمئنون بممارسة أعمالهم. يحدث رد فعل محير لراي، وتكون نتيجة اكتشاف هذه المرآة ان يشهد راي جريمة.

## استقبال الفيلم
حصل الفيلم في موقع الطماطم الفاسدة على تقييم مقداره 17% فقط بناء على آراء 23 ناقد، وفي موقع ميتاكريتيك حصل الفيلم على متوسط درجات يبلغ 33 من أصل 100، بناءً على 12 ناقد.
كتب صحيفة هوليوود ريبورتر أنه: «حتى الجهود الرائعة للممثلين لا يمكنها إنقاذ فيلم المرآة من الغموض النهائي». كتب روبرت أبيل من صحيفة لوس أنجلوس تايمز أن الملعب الذي يعمل فيه الفيلم «يجب أن يكون كافياً لإنتاج فيلم مثير سيئ السمعة».
وصف إيريك كوهن من موقع «اندي واير IndieWire» شخصية نيكولاس كيج بأنها «توم المختلس» (فيلم أمريكي 1960) بالملل.
جيسي هسنجر من أيه في كلوب The A.V. Club: «على الرغم من وجود كيج، وجو الفيلم، فإن الفيلم هو مجرد لغز جريمة قتل آخر بدون عدد كافٍ من المشتبه بهم.»

## وصلات خارجية
- مقالات تستعمل روابط فنية بلا صلة مع ويكي بيانات